# アメリカ労働総同盟
アメリカ労働総同盟（アメリカろうどうそうどうめい、英語：American Federation of Labor）は、1886年に結成された、アメリカ合衆国の労働組合。略称の「AFL」もよく用いられる。

## 歴史
1881年にインディアナ州テレホートで結成されたアメリカ合衆国・カナダ職能労働組合連盟（FOTLU）を起源とする。1886年12月8日にユダヤ人サミュエル・ゴンパーズを会長として、同組合を改組して成立した。構成員は熟練労働者が中心であり、革命を目指さない穏健的な労働組合であった。第一次世界大戦勃発時には約200万人の組合員を有するまでに成長した。
1935年、世界恐慌下で労働者の諸権利を保障するワグナー法が制定された。これを機にAFL改組の動きが起こったが、同年10月に熟練労働者と不熟練労働者の間での対立などから、ジョン・ルイスやデイヴィッド・ドゥビンスキーらを中心とした産業別組織委員会、のち産業別組合会議（CIO）がAFLより分離した。第二次世界大戦終結時には、AFL・CIOともに約600万人ほどの組合員を有した。
1955年12月4日、AFLとCIOは合同してAFL-CIOとなり現在へと至る。

## 歴史的な問題

### 人種差別
アメリカ労働総同盟が結成してからの数年間は、ほとんど誰でも受け入れていた。ゴンパーズは、急進的、社会主義的な労働者と半熟練労働者、熟練していない労働者がアメリカ労働総同盟に加入できるようにした。同盟には女性、アフリカ系アメリカ人、そして移民も少人数で加わった。1890年代までには、同盟は熟練労働者だけを職業別労働組合にまとめるようになり、白人男性が組織の多数を占めるようになっていった。アメリカ労働総同盟はアフリカ系アメリカ人の労働者に対して平等主義の方針を説いていたにもかかわらず、人種差別的であった。同盟は、特に建設・鉄道産業において、加盟組織内で、地元住民を（人種的に）分離して維持することを是認しており、この慣行は、黒人労働者を完全に組合会員制から除外し、その結果、組織化された産業において雇用からも排除することが多かった。 
1901年、同盟は1882年の中国人排斥法を再認可するように議会に働きかけ、「中国人排斥の理由。肉対米。アメリカ流の男らしさ対アジア系の苦力。どちらが生き残るか。」といった題名の小冊子も刊行した。 同盟は、労働組合化された白人の葉巻職人によって作られた葉巻に白のステッカーを貼り、同時に中国人労働者によって生産された葉巻を購入しないように呼びかけた。これは組織的な労働者ボイコットとしては初めてのことであった。

## 指導者

### 会長
- サミュエル・ゴンパーズ、 1886–1894
- ジョン・マクブライド、 1894–1895
- サミュエル・ゴンパーズ、 1895–1924
- ウィリアム・グリーン（米国労働運動指導者）、 1924–1952
- ジョージ・ミーニー、 1952–1955 (後のアメリカ労働総同盟・産業別組合会議会長)